# Лобсанов Олексій Васильович
Олексій Васильович Лобсанов (рос. Алексей Васильевич Лобсанов; нар. 1 червня 1987, Улан-Уде, РРФСР) — російський футболіст та футзаліст, півзахисник. Майстер спорту Монголії з футболу.

## Життєпис
Батько – дитячий тренер Василь Миколайович Лобсанов.
Олексій Лобсанов — вихованець футбольної школи СРГТУ, неодноразово ставав чемпіоном республіки Бурятія. Виступав за футзальну команду Пенсійного фонду Бурятії. Виступав за клуб із Улан-Уде «Селенга». У 2007 році виступав за команду «Комунальник» з Улан-Уде, у складі якого став володарем Кубку Росії в зоні Сибір.
У 2011 році перейшов до монгольської команди «Ерчим» та став її капітаном. В азійській Лізі чемпіонів участі не брав, оскільки для цього було потрібне підтвердження з РФС, проте документи не надійшли вчасно. У складі команди став чемпіоном Монголії. Потім виступав за команду «Університет Улан-Батора». За три титули чемпіона Монголії отримав розряд майстра спорту Монголії.
У січні 2013 року у складі команди «Бурятія» зіграв на VII міжрегіональному турнірі з міні-футболу призи Улан-Удинської міської ради депутатів. Разом із командою виборов друге місце і став найкращим нападником турніру. У 2014 році разом із командою «Улан-Батор Їх Сургуль» став першим чемпіоном Монголії з футзалу.
У 2016 році виступав за команду «Основний ресурс – Дорожник» у чемпіонаті Бурятії.
У складі команди «Лара» став чемпіоном Бурятії з футзалу, володарем золотих медалей Суперліги.

## Досягнення
- Чемпіонат Монголії
  -  Чемпіон (1): 2012

- Чемпіонат Монголії з футзалу
  -  Чемпіон (1): 2014, 2015

- Майстер спорту Монголії з футболу
- 3-разовий переможець футбольної Спартакіади серед відділень Пенсійного фонду Росії
- Переможець міжнародного турніру з футзалу «Кубок Міськради»